# AD Sanjoanense
Die Associação Desportiva Sanjoanense (port. für Sportvereinigung von São João), kurz AD Sanjoanense, ist ein Sportverein aus der portugiesischen Kreisstadt São João da Madeira.

## Geschichte
Der Verein wurde 1924 gegründet. Er stieg 1946 erstmals in die Primeira Divisão auf. Ein Jahr später stieg die Mannschaft wieder ab. 1966 gelang zum zweiten Mal der Aufstieg in die Primeira Divisão. Dieses Mal hielt sich der Verein drei Jahre in der obersten Liga. In der Saison 1967/68 erreichte er das Achtelfinale der Taça de Portugal.
Der Verein trägt seine Heimspiele im Estádio Conde Dias Garcia aus, das über 8500 Zuschauerplätze verfügt. Die Turnschuhmarke Sanjo ist nach dem Verein benannt.

## Trainer
- Vítor Pereira (2004–2005)